# Taševo
Taševo (en serbe cyrillique : Ташево) est une localité de Serbie située dans la municipalité de Prijepolje, district de Zlatibor. Au recensement de 2011, elle comptait 1 905 habitants.
Taševo est officiellement classé parmi les villages de Serbie.

## Démographie

### Évolution historique de la population
| 1948 | 1953 | 1961 | 1971 | 1981 | 1991  | 2002  | 2011  |
| ---- | ---- | ---- | ---- | ---- | ----- | ----- | ----- |
| 225  | 319  | 327  | 369  | 949  | 1 978 | 2 061 | 1 905 |

|  |